# Phaius baconii
Phaius baconii är en orkidéart som beskrevs av Jeffrey James Wood och Phyau Soon Shim. Phaius baconii ingår i släktet Phaius och familjen orkidéer. Inga underarter finns listade i Catalogue of Life.